# Mosdok
Mosdok (russisch Моздок, ossetisch Мӕздӕгⓘ Mæsdæg}) ist eine Stadt in der nordkaukasischen Republik Nordossetien-Alanien in Russland mit 38.768 Einwohnern (Stand 14. Oktober 2010).

## Name
Der Name der Stadt kommt aus der kabardinischen Sprache und bedeutet „dichter Wald“.

## Geografie
Die Stadt liegt nordöstlich des Großen Kaukasus, am Südrand der Terek-Kuma-Niederung, etwa 90 km nördlich der Republikhauptstadt Wladikawkas am hohen linken Ufer des Terek.
Mosdok ist Verwaltungszentrum des gleichnamigen Rajons.
Die Stadt liegt an der als Abkürzung der Hauptstrecke der Nordkaukasus-Eisenbahn 1915 eröffneten Eisenbahnstrecke Prochladny–Gudermes. Nachdem die Ursprungsstrecke über Grosny infolge der Tschetschenienkriege unbefahrbar wurde, ist dies die einzige Direktverbindung von Rostow am Don in Richtung Machatschkala und Baku.

## Geschichte
Im Jahr 1759 nahm der Herrscher der sogenannten „Kleinen Kabardei“, Kurgoka Kantschokin, das Christentum an (orthodoxer Taufname Andrei Iwanow), unterwarf sich dem Russischen Reich und siedelte sich mit gut 100 Kabardinern und Osseten in den zu dieser Zeit dichten Wäldern des Terektals an. Die befestigte Siedlung wurde nach der Gegend benannt, kabardinisch mes degu für tiefer Wald. 1763 wurde eine Festung an der Kaukasischen Linie erbaut, die 1765 als Mosdok das Stadtrecht erhielt.
1770 wurden 517 Kosakenfamilien von der Wolga in die Gegend von Mosdok umgesiedelt und das Mosdoker Kosaken-Regiment der Terekkosaken gegründet. 1772 war in Mosdok kurzzeitig der Donkosake Jemeljan Pugatschow inhaftiert, konnte jedoch aus dem Gefängnis fliehen und wurde wenig später Anführer des Bauernaufstandes im Wolga-Ural-Gebiet. Im gleichen Jahr besuchte der deutsche Naturforscher Samuel Gottlieb Gmelin die Stadt.
1777 begann an der damaligen Südgrenze des Russischen Reiches die Errichtung der Asow-Mosdoker Verteidigungslinie, deren östlicher Endpunkt die Festung Mosdok wurde. 1785 wurde Mosdok Verwaltungszentrum eines Kreises (Ujesd) der Statthalterschaft Kaukasus, 1822 – der Oblast Kaukasus. In dieser Zeit war Mosdok eines der wichtigsten Handelszentren der Region, in dem u. a. der jährliche Mosdoker Herbstmarkt (Mosdokskaja ossennjaja jarmarka) stattfand.
Als in den 1870er bis 1890er Jahren die Hauptstrecke der Nordkaukasus-Eisenbahn weit südlich um die Stadt herumgeführt wurde (über Beslan–Nasran–Grosny), verlor Mosdok seine Bedeutung und den Stadtstatus. 1915 erreichte die Eisenbahn jedoch auch Mosdok. Die wirtschaftliche Lage verbesserte sich nach Beendigung des Russischen Bürgerkrieges, sodass das Stadtrecht 1925 bestätigt wurde.
Im Zweiten Weltkrieg wurde Mosdok am 25. August 1942 von den deutschen Truppen eingenommen, die hier den Terek überschritten, und am 24. Januar 1943 von der Roten Armee zurückerobert.
Seit den Tschetschenienkriegen ab 1994 befinden sich in und um Mosdok einige wichtige Stützpunkte der russischen Streitkräfte. Am 1. August 2003 starben bei einem vermutlich von Tschetschenen ausgeführten Bombenanschlag auf das Militärkrankenhaus der Stadt 41 Menschen.

### Bevölkerungsentwicklung

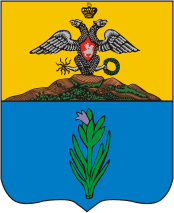
Altes Stadtwappen (1842)

| Jahr | Einwohner |
| ---- | --------- |
| 1897 | 9.330     |
| 1939 | 19.081    |
| 1959 | 25 611    |
| 1979 | 34 394    |
| 1989 | 38.037    |
| 2002 | 42.865    |
| 2010 | 38.768    |

Anmerkung: Volkszählungsdaten

## Kultur und Sehenswürdigkeiten
Mosdok besitzt ein Heimatmuseum.

## Persönlichkeiten
- Juri Andropow (1914–1984), sowjetischer Politiker, verbrachte in Mosdok seine Jugend
- Semjon Kotscher (* 1951), Sprinter

## Wirtschaft
Mosdok ist Zentrum eines Landwirtschaftsgebietes und der Lebensmittelindustrie (Fleisch- und Milcherzeugnisse, Brauerei, Weinbau). Daneben gibt es Betriebe der Leichtindustrie (Gardinen, Kartonagen) und der Bauwirtschaft.